# 卡萨尔韦基奥-锡库洛
卡萨尔韦基奥-锡库洛（義大利語：Casalvecchio Siculo），是意大利西西里大区墨西拿廣域市的一个市镇。总面积33平方公里，人口973人，人口密度29.5人/平方公里（2009年）。ISTAT代码为083012。